# Weilin+Göös

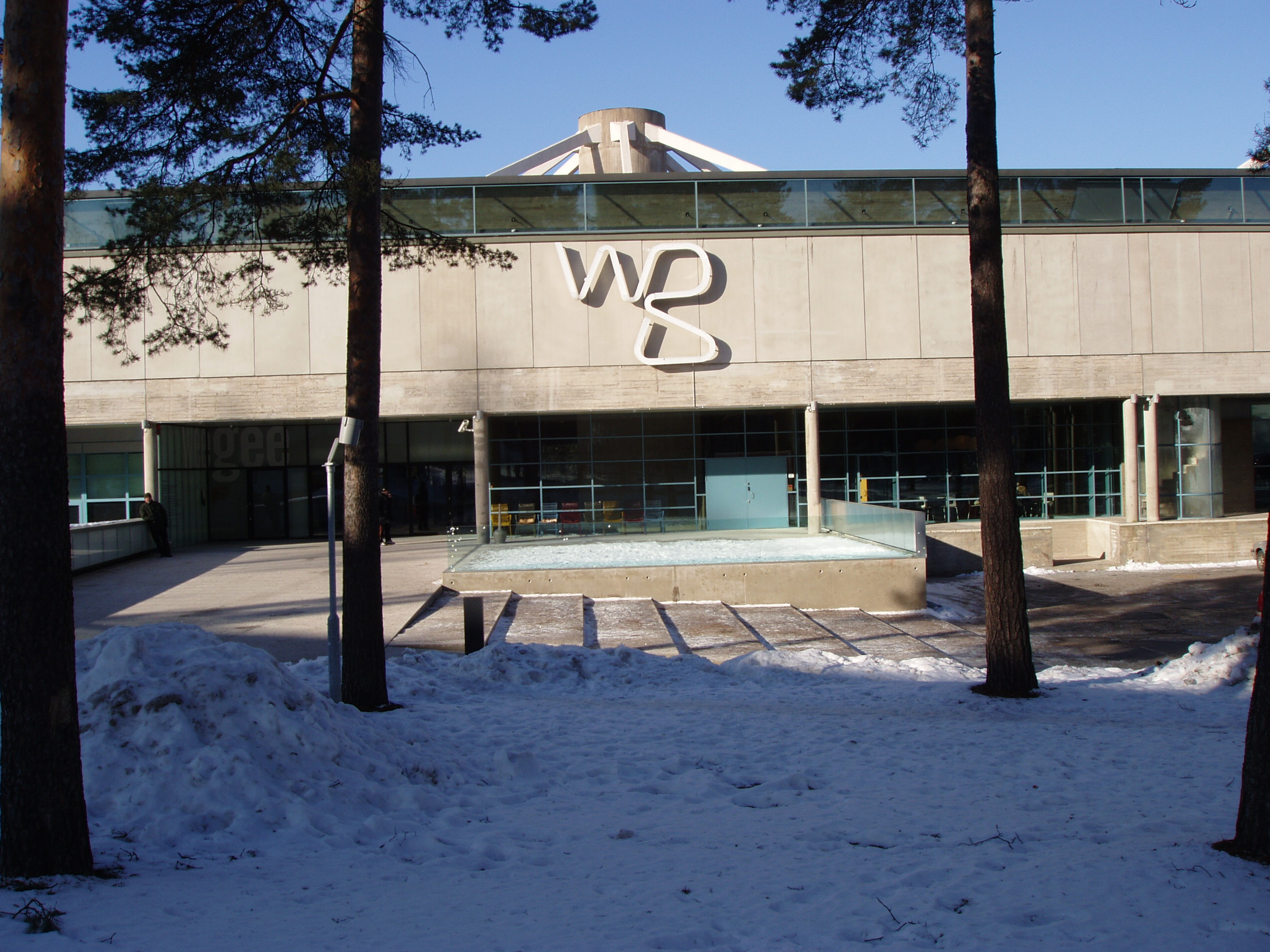
WeeGee-huset i Hagalund

Weilin+Göös var ett finskt tryckeri. Weilin+Göös grundades 1872 av Karl Göös (1837–1917) och Alexander Georg Weilin (1823–1889). Weilin+Göös utvecklades från den ursprungliga förläggarverksamheten till Finlands största tryckeri och bokbinderi. W+G var främst inriktat på läromedel. Amer köpte Weilin+Göös 1970. Weilin+Göös köptes av WSOY 1995 som 1999 blev en del av Sanoma.
WeeGee-huset i Hagalund byggdes för Weilin+Göös och ritades av Aarno Ruusuvuori. Byggnaden färdigställdes i tre faser 1964-74. Ruusuvuori ville skapa en steglös övergång från fabriken och dess maskiner till naturen i Hagalund, vilket han genomförde genom stora fönsterytor i byggnaden. Byggnadens tredje fas, dit tryckeriets kontor flyttade, blev klart år 1974 och ritades av Bertel Ekengren. Tryckeriets verksamhet i Hagalund upphörde på våren 1992, då tryckeriet flyttade till Vanda.